# Ротванд, Станислав Матвеевич
Станислав Матвеевич Ротванд (пол. Stanisław Rotwand, 1839 Ленчица (по другим сведениям – в Варшаве) — 1916, Варшава) — польско-российский промышленник, финансист, общественный и государственный деятель, коллекционер. Член Государственного совета Российской империи в 1906-1912 годах (избран от  Варшавского биржевого комитета).

## Биография
Родители — ординатор Варшавской еврейской больницы Матеуш (Мордухай) Ротванд (1809–1898) и Барбара (Бася) Ротванд (1811–1898), урожд. Вейнберг. 
В 1855 году он, крестившись, перешёл в лютеранство. Окончил гимназию в Варшаве, в 1856 году поступил в Московский университет на юридический факультет, но после закрытия там кафедр гражданских, уголовных и административных законов Царства Польского, перевелся в Санкт-Петербургский университет, который закончил в 1860 году со степенью кандидата права. Поступил на службу в ведомство юстиции Царства Польского, в 1863 году начал адвокатскую деятельность, с 1874 года — присяжный поверенный округа Варшавской судебной палаты.
В 1875 году Ротванд женился на дочери банкира Гирша-Генриха Маркусовича Вавельберга (1813–1891) — Анне Марии (1846–1894), вдове своего старшего брата Леона Леви Ротванда (1837–1868).  
В этом же году вместе с Ипполитом Вавельбергом (сыном Г.Вавельсберга) основал в Варшаве музей промышленности и сельского хозяйства (с 1895 года — председатель комитета музея). 
С 1880 года в качестве совладельца банкирского дома «Г. Вавельберг» стал принимать деятельное участие в делах банка.  
Активно занимался общественной деятельностью и благотворительностью: был соучредителем Музея ремесел и прикладного искусства в Варшаве (1893), сооснователем Среднего механико-математического училища (1895), соучредителем и президентом Фонда дешевого жилья (с 1898).
С 1903 по 1916 год был членом Канцелярии старейшин Купеческого собрания города Варшавы, а с 1906 года занимал пост председателя Варшавского биржевого комитета. 
Имел чин действительного статского советника.
Определением Департамента Герольдии Правительствующего Сената от 22 мая 1914 года действительный статский советник Станислав Матвеев Ротванд с сыном Анджеем Леоном были признаны в потомственном дворянстве с правом на внесение в Дворянскую родословную книгу.
Станислав Ротванд был серьезным коллекционером.  В его коллекции были работы таких художников, как Ян Матейко, Александр и Максымилиан Герымские, Мауриций Готтлиб, Ольга Бознанская , Витольд Прушковский, Юзеф Брандт, Юлиуш и Войцех Коссак, Юзеф Хелмоньский, Юлиан Фалат, Юзеф Мехоффер, Владислав Подковиньский, Станислав Выспяньский, Владислав Слевинский, Ян Леон Вычулковский.
Умер 23 февраля 1916 года в Варшаве. Похоронен на лютеранском кладбище.
Дети:
- Янина Ротванд (1877—1894).
- Анджей Леон Ротванд (1878—1951), инженер, банкир, промышленник, член президиума Совета Центральной ассоциации польской промышленности, горнодобывающей промышленности, торговли и финансов.
- Софья Анна Ротванд (1880—1957), в замуж. Табенцкая.  Ее внук, Николас Эндрю Рей (1938—2009) — посол США в Польше в 1993–1997 годах.
- Леония Леонора Ротванд (1882—1964) замужем за маркизом Карло Кавриани Арригони (1879–1931).
- Мария Ядвига Ротванд (1887—1893).

Падчерица и племянница (дочь брата Леона Леви) — Фелиция Ротванд (1865—1934). Ее муж — юрист, политик и дипломат Игнаций Шебеко.